# Inname van Doetinchem
De Inname van Doetinchem in 1572 was een reeks van innames van de stad Doetinchem, door een Geuzenleger onder leiding van Willem van den Bergh, ten tijde van de Tachtigjarige Oorlog. De stad werd dat jaar driemaal ingenomen door de Staatsen waarna het tot 1579 in Staatse handen zou blijven. Het beleg was onderdeel van Oranjes tweede invasie, het offensief van Willem van Oranje tegen de Spanjaarden.

## Aanloop
Graaf Willem van den Bergh, zwager van de prins van Oranje, had in Wesel een leger van 5.000 à 6.000 man verzameld. Begin juni viel de graaf het graafschap Zutphen binnen. Het leger is groot genoeg om gelijktijdig Bredevoort, Doetinchem, Zutphen en Doesburg aan te vallen. Na de inname van Bredevoort was de graaf via Gendringen, Silvolde en Terborg naar het klooster Bethlehem getrokken, waar hij zijn kamp had opgeslagen.

## Inname
Vanuit Bethlehem zond de graaf schriftelijke eisen naar Doetinchem om hem "kost en brood" zou doen toekomen. Vanuit Doetinchem werd negatief gereageerd waarna de Staatsen naar Zelhem en Hengelo trokken. Deze plaatsen werden geplunderd en de kerk in brand gestoken. Intussen was binnen de muren van Doetinchem alles in staat van beleg gebracht. Het leger van de Staatsen trok door in de richting van Zutphen (Inname van Zutphen). De burgers uit de omgeving hadden tegen kost en inwoning binnen de muren dienstgedaan als bewakers van de stad. Toen men in Doetinchem vernam dat het Staatse leger zich van de stad af verwijderde, stuurden ze de extra mensen weer naar huis. Echter een deel van het Staatse leger, onder leiding van Van Aken, wist van deze leegloop te profiteren en de stad alsnog bij verrassing in te nemen. Met de inname van Doetinchem kwam een zaakgelastigde van de graaf Alberts de stad bezetten. Hij betaalde zijn soldaten uit met geld gemaakt van lood. Een Doetinchemse onderneemster, Wustjes, werd aangewezen als leverancier voor de soldaten. Onder verzekering dat zij het loden geld bij de graaf tot goede munt kon worden omgewisseld. Maar de graaf vertrok na het plunderen van de kerk zonder zijn belofte na te komen.

## Nasleep
Op 18 oktober werd de stad weer ingenomen door Van Rossum in naam van de Spaanse koning, op 22 oktober nam Willem van Oranje de stad in, op 26 oktober nam Don Frederik de stad in tijdens zijn strafcampagne. Van den Bergh vluchtte na het Bloedbad van Zutphen naar Duitsland. Toen de hertog de Nederlanden had verlaten werd Doetinchem wederom ingenomen door Staatsen, hoe en wanneer is onbekend.